# К2 (телеканал)
«К2» — загальноукраїнський розважальний телеканал, з цільовою аудиторією «жінки 18-54 років». Входить до медіаконгломерату «Inter Media Group».
Ядром цільової аудиторії є жінки віком 18-54 років. В цілому вклад жіночої аудиторії в рейтинг телеканалу перевищує 68 %. Технічне покриття телеканалу становить 71,8 % території України.

## Історія
В ефірі — із серпня 2005 року. З грудня 2006 року входить до складу холдингу «Inter Media Group».
31 березня 2021 року почав мовлення у стандарті високої чіткості (HD).
1 листопада 2021 року Національна рада України з питань телебачення і радіомовлення перевіряла ефір каналу за 25 вересня 2021 року. Того дня на каналі транслювалася в записі передача «Дачна відповідь» виробництва російської компанії ТОВ «Телецех» 2016 року випуску. В одній з цитат ведучої програмі йшлося про те, що Крим є частиною Росії. Регулятор побачив пропаганду країни-агресора, що є порушенням закону, а тому зобов'язала застосувала до «K2» санкції у формі попередження.
Через російське вторгнення в Україну з 24 лютого 2022 до 7 квітня 2024 року телеканал цілодобово транслював інформаційний марафон «Єдині новини». В етері була відсутня реклама.
1 березня 2024 року телеканал припинив супутникове мовлення. 28 березня регулятор змінив технологію мовлення на OTT/IPTV.
8 квітня 2024 року телеканал відновив самостійне мовлення, змінивши програмну сітку. З етеру прибрано російські програми, виготовлені «НТВ».

## Рейтинги
2021 року частка каналу «К2» склала 0,26 % з рейтингом 0,03 % (дані Індустріального Телевізійного Комітету, аудиторія 18-54 міста 50 тис.+, 27-е місце серед українських каналів).

## Керівництво
Генеральний директор — Володимир Шарко.

## Мовлення

### Етерне цифрове мовлення
| Канал | Мультиплекс | Стандарт | EPG        | Формат мовлення |
| ----- | ----------- | -------- | ---------- | --------------- |
| 2     | MX-3        | DVB-T2   | Green tick | SD 576i 16:9    |

## Логотипи
Телеканал змінив 2 логотипи. Нинішній — 3-й за ліком. З 2005 до 2024 року перебував у лівому нижньому кутку екрана. З 2024 року стоїть у лівому верхньому кутку.
| Логотип | Опис |
| ------- | --- |
|         | З 1 серпня 2005 до 7 березня 2016 року логотипом служила рожева літера «К», рожеве коло з білою цифрою «2», а між ними — світло-рожевий знак «<». Знаходився у лівому нижньому куті. |
|         | З 8 березня 2016 до 7 квітня 2024 року логотипом був текст «К2», написаний білими контурами з написами «Дім/Краса/Діти/Життя/Сім'я» білого кольору у світло рожевому крузі праворуч, які під час показу реклами або у траурні дні зникають. Знаходився там само. 25 лютого 2021 року телеканал дещо збільшив логотип. Для HD-версій телеканалу нижче логотипу був білий напис «HD». Після початку повномасштабного російського вторгнення в Україну з 24 лютого до 5 липня 2022 року використовувався той самий логотип але у правому верхньому куті екрана був прапор України в серці з підписом «#UAразом». |
|         | З 8 квітня 2024 року логотипом є те саме стилізоване слово «К2», яке стало рожевого кольору з білими контурами. Під логотипом є білий слоган «Краса і Кохання». Знаходиться у лівому верхньому куті екрана. У траурні дні логотип стає білим. |

## Наповнення етеру

### Програми
- «6 соток»
- «Борщ. Секретний інгредієнт»
- «Готуємо разом»
- «Квадратний метр»
- «Корисні поради»
- «Королева декору»
- «Люблю готувати»
- «Садові поради»
- «Сімейний суд»
- «Смачно з Тетяною Літвіновою»
- «Солодка дача»
- «Спеція»
- «Стосується кожного»
- «Судові справи: Злочин і кара»
- «Удачний проект»
- «Шеф-кухар»

### Архівні програми
- «Арт-простір»
- «Бебі-бум»
- «Будь по-твоєму»
- «Будьте здорові»
- «Вечірній Квартал»
- «Все моє»
- «Глянець»
- «Голлівуд: велике повернення»
- «Головні люди»
- «Гордон Рамзі готує вдома»
- «Дача бородача»
- «Дачна відповідь»
- «Дивовижний дизайн»
- «Дім на заздрість усім»
- «Дім та домівка»
- «Дієтологи»
- «Жіноча форма»
- «За кадром»
- «Зайві 10 років»
- «Затишна дача»
- «Зіркове життя»
- «Зіркові долі»
- «Знак якості»
- «Знаєте що?»
- «Ідеї ремонту»
- «Інстагламур»
- «Квартирне питання»
- «Красотки»
- «Ланчбокс»
- «Майстри ремонту»
- «Место встречи»
- «Модний вирок»
- «Моя кухня»
- «Моя правда»
- «Неймовірні історії про кохання»
- «Позаочі»
- «Правда життя»
- «Правда про їжу»
- «Правила виживання»
- «Правила життя»
- «Пригоди декоратора»
- «Реальний секс»
- «Секрети долі»
- «Смачно з Борисом Бурдою»
- «Справа смаку»
- «Сім'я від А до Я»
- «Фазенда»
- «Чого бажає жінка?»
- «Шанс»
- «Школа доктора Комаровського»
- «Що добре для тебе»

### Телесеріали

#### Іноземні
- «Вогонь кохання»
- «Детектив Ренуар»
- «Детективне агентство „Місячне сяйво“»
- «Втеча з в'язниці»
- «Знайомство з батьками»
- «Кармеліта: Циганська пристрасть»
- «Клон»
- «Кохання у Берліні»
- «Коханці пустелі»
- «Криваві квіти»
- «Луїза-Фернанда»
- «Любов, як любов»
- «Мілагрос»
- «Падре Корахе»
- «Повернення до Едему»
- «Пристрасті по-італійськи»
- «Приречена стати зіркою»
- «Прості істини»
- «Розумниця»
- «Софі, дай мені час!»
- «Спадкоємиця»
- «Тетянин день»
- «У полоні пристрасті»
- «Ундіна»
- «Чому жінки вбивають»
- «Шоколад з перцем»

#### Українські
- «Вовчиця»
- «Гречанка»
- «Голос з минулого»
- «Дві сторони однієї Анни»
- «Зачароване кохання»
- «Курс щасливого життя»
- «Мангровий гай»
- «Мереживо долі»
- «Моє кіно»
- «Новорічна шкеребреть»
- «ОПГ»
- «Під одним дахом»
- «Примарна спадщина»
- «Свати»
- «Сімейний консультант»
- «Сховища. Вісім історій»
- «Тут і тепер»

#### Мультсеріали
- «Маша та Ведмідь»
- «Смішарики»
- «Фіксики»

## Нагороди
Програма «Арт-простір» посіла 3 місце на VI Всеукраїнському та III Міжнародному фестивалі «Молоде Телебачення» ім. В. Л. Чубасова (2011 рік).